# De naam
De naam is een hoorspel van Paul Biegel, geregisseerd door Johan Wolder. De NCRV zond het uit op maandag 23 januari 1978, van 22:42 uur tot 23:00 uur. Het hoorspel werd datzelfde jaar door de Prix Italia bekroond met een eervolle vermelding.

## Rolbezetting
- Marja Lieuwen (Annie, telefoniste)
- Gees Linnebank (Kees, haar echtgenoot)

## Inhoud
Dit is een komisch verhaal, gebaseerd op het sprookje van Repelsteeltje, maar voor deze gelegenheid gesitueerd in een garagebedrijf.